# Bizcocho rosa de Reims
El bizcocho rosa de Reims es una especialidad culinaria de Champaña, cuyos orígenes remontarían al siglo XVII en la ciudad francesa de Reims, como lo indica su nombre. Es sin duda una de las especialidades locales más conocidas, después del champán.

## Historia
A finales del siglo XVII, específicamente en los años 1690, los panaderos de la región de Champaña, en Francia, desarrollaron una innovadora técnica para aprovechar el calor residual de sus hornos tras las cocciones. Crearon una masa especial que, después de una primera cocción, se dejaba secar lentamente en el horno. De este proceso surgió el término «bis-cuit» (bizcocho), que significa «cocido dos veces». Esta receta se ha mantenido prácticamente inalterada desde entonces, convirtiéndose en uno de los últimos auténticos «bizcochos» tradicionales. Hoy en día, la Maison Fossier es la única galletería que sigue practicando este método de doble cocción para la elaboración de los bizcochos rosas. 
Originalmente, el bizcocho era de color blanco. Su característico tono rosado se logró posteriormente gracias al uso de carmín, un pigmento natural rojo obtenido de hembras de cochinilla. Este color no solo añadía un atractivo visual, sino que también ayudaba a disimular las pequeñas motas negras que las vainas de vainilla dejaban en la masa.
La textura única del bizcocho se debe a la insolubilidad de la clara de huevo utilizada en su receta, junto con la suave segunda cocción que le confiere su crujiente característica. Tradicionalmente, se consume humedecido en champán o en vino tinto de la región, como el Bouzy Rouge, lo que lo ablanda y potencia sus sabores.
Este delicado dulce puede disfrutarse solo, acompañado, o como ingrediente en recetas de carlotas, tiramisú y otras tartas, desempeñando un papel similar al bizcocho de soletilla o boudoir. Además de su llamativo color rosado, se distingue por su textura crujiente y fundente. Su peso tradicional es de 100 gramos para una docena de piezas.

### Propiedad industrial y secretos de fabricación

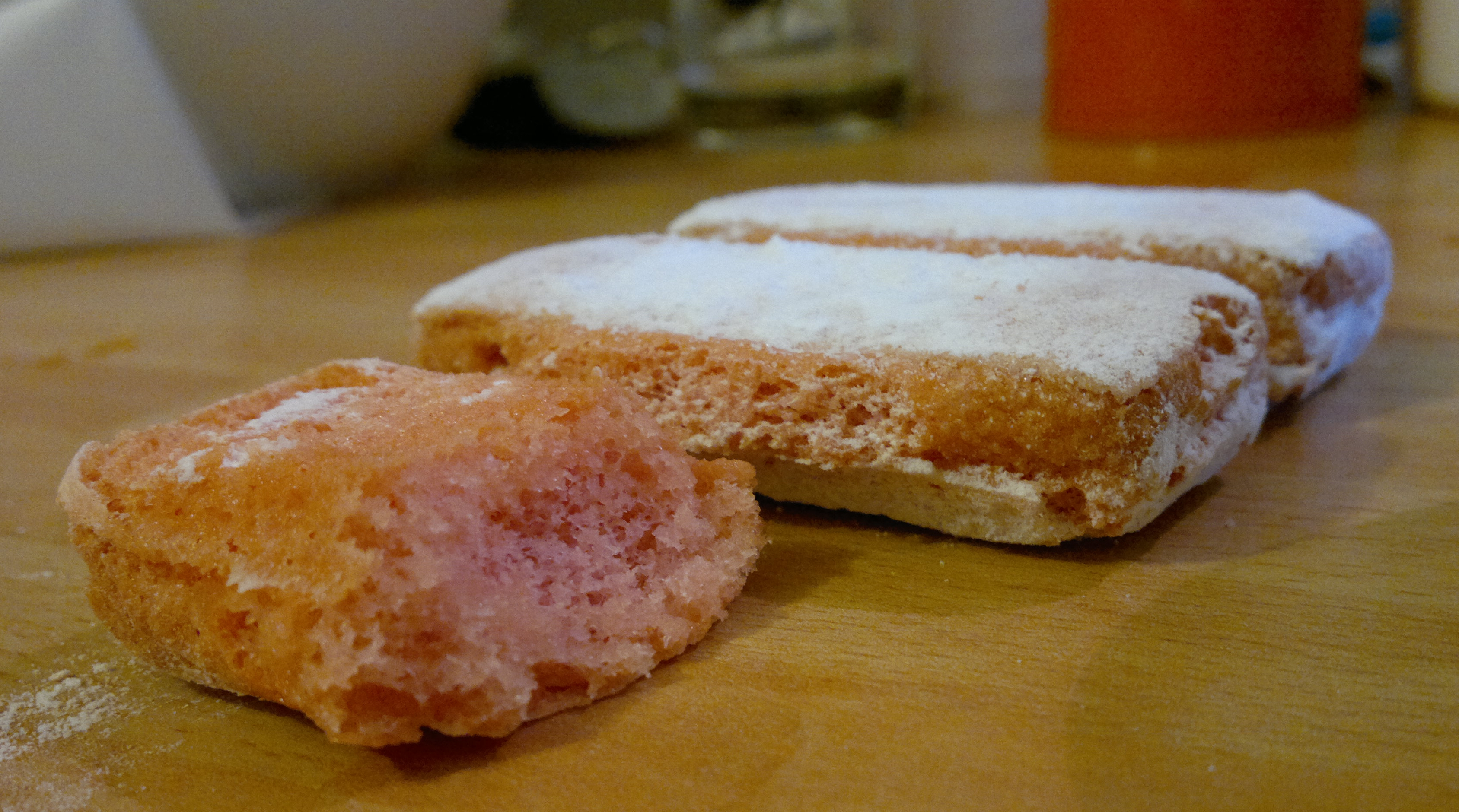
La textura de una galleta rosa.

La Maison Fossier es la única guardiana actual del conocimiento artesanal y de la denominación de origen del bizcocho rosa. Desde 1756, esta empresa ha preservado y transmitido los secretos de su fabricación a lo largo de generaciones. En 2005, realizó una inversión de 6 millones de euros para modernizar sus instalaciones y optimizar su proceso productivo. Actualmente, es posible visitar su emblemática «fábrica rosa». 